# Organización para la Construcción del Partido Comunista Obrero de Alemania (Arbeit Zukunft)
Organización para la Construcción del Partido Comunista Obrero de Alemania (Arbeit Zukunft) es un partido comunista de Alemania. Es actualmente un miembro de la Conferencia Internacional de Partidos y Organizaciones Marxista-Leninistas.

## Ideología
Es un partido de orientación marxista-leninista,  reivindicando las obras de Karl Marx, Friedrich Engels, Vladímir Lenin, Iósif Stalin y Enver Hoxha. Esto significa que se declara a favor de las luchas populares de los trabajadores.